# 허쉬코비츠티티
허쉬코비츠티티(Callicebus dubius)는 신세계원숭이에 속하는 티티원숭이의 일종이다. 남아메리카의 볼리비아와 브라질 그리고 페루에서 발견된다. 속칭은 미국인 동물학자 필립 허쉬코비츠의 이름에서 유래했다.